# Aeroporti in Serbia
Il seguente è l'elenco degli aeroporti in Serbia, raggruppati per tipo e ordinati per posizione.

## Statistiche sui passeggeri
Qui sotto i primi 3 aeroporti con il più alto numero di passeggeri annui. (dati dal 2015 al 2019)
| Posizione | Aeroporto                             | Città servita | IATA / ICAO | 2015      | 2016      | 2017      | 2018      | 2019          |
| --------- | ------------------------------------- | ------------- | ----------- | --------- | --------- | --------- | --------- | ------------- |
| 1         | Aeroporto di Belgrado-Nikola Tesla    | Belgrado      | BEG / LYBE  | 4 776 110 | 4 924 992 | 5 343 420 | 5 641 105 | 6 159 000     |
| 2         | Aeroporto di Niš-Costantino il Grande | Niš           | INI / LYNI  | 36 200    | 124 917   | 331 582   | 351 582   | 422 255       |
| 3         | Aeroporto Morava                      | Kraljevo      | KVO / LYKV  | 0         | 0         | 0         | 0         | 15 000-20 000 |
| Totale    | Totale                                | Totale        | Totale      | 4 812 310 | 5 049 909 | 5 675 002 | 5 992 687 | 6 581 855     |

## Lista degli aeroporti
I nomi degli aeroporti indicati in grassetto indicano che l'aeroporto ha programmato il servizio su compagnie aeree commerciali.
Nella lista è presente anche l'aeroporto di Pristina, capitale del Kosovo, dato che non è stato riconosciuto come stato dalla Serbia.
| Città servita             | Tipo di Pista          | ICAO           | IATA           | Nome dell'Aeroporto                   |
| Internazionale            | Internazionale         | Internazionale | Internazionale | Internazionale                        |
| ------------------------- | ---------------------- | -------------- | -------------- | ------------------------------------- |
| Belgrado                  | Asfalto / calcestruzzo | LYBE           | BEG            | Aeroporto di Belgrado-Nikola Tesla    |
| Kraljevo-Čačak-Kragujevac | Asfalto                | LYKV           | KVO            | Aeroporto Morava                      |
| Niš                       | Asfalto                | LYNI           | INI            | Aeroporto di Niš-Costantino il Grande |
| Vršac                     | Asfalto                | LYVR           |                | Aeroporto di Vršac                    |
| Užice                     | Asfalto / calcestruzzo | LYUZ           | UZC            | Aeroporto Ponikve                     |
| Militare                  |                        |                |                |                                       |
| Belgrado                  | Asfalto                | LYBT           | BJY            | Base aerea di Batajnica               |
| Kraljevo                  | Asfalto                | LYKV           | KVO            | Base aerea di Lađevci                 |
| Niš                       | Asfalto                | LYNI           | INI            | Base aerea di Niš                     |
| Pristina (Kosovo)         | Asfalto                | BKPR           | PRN            | Base aerea di Slatina                 |
| Kovin                     | Asfalto                |                |                | Aeroporto di Kovin                    |
| Sjenica                   | Asfalto                | LYSJ           |                | Aeroporto di Sjenica                  |
| Sombor                    | Calcestruzzo           | LYSO           |                | Aeroporto di Sombor                   |
| Užice                     | Asfalto / calcestruzzo | LYUZ           | UZC            | Aeroporto Ponikve                     |
| Aviazione generale        |                        |                |                |                                       |
| Bela Crkva                | Ghiaia                 | LYCC           |                | Aeroporto di Bela Crkva               |
| Belgrado                  | Ghiaia                 | LYBJ           |                | Aeroporto di Lisičji Jarak            |
| Bor                       | Asphalt                | LYBO           |                | Aeroporto di Bor                      |
| Čačak                     | Grass/Asphalt          | LYCA           |                | Aeroporto di Čačak                    |
| Jagodina                  | Ghiaia                 | LYJA           |                | Aeroporto di Jagodina                 |
| Kikinda                   | Ghiaia                 | LYKI           |                | Aeroporto di Kikinda                  |
| Kraljevo                  | Ghiaia                 | LYKA           |                | Aeroporto di Brege                    |
| Kruševac                  | Ghiaia                 | LYKS           |                | Aeroporto di Kruševac                 |
| Leskovac                  | Ghiaia                 | LYLE           |                | Aeroporto di Mira                     |
| Novi Sad                  | Ghiaia                 | LYNS           |                | Aeroporto di Novi Sad                 |
| Pančevo                   | Ghiaia                 | LYPA           |                | Aeroporto di Pančevo                  |
| Paraćin                   | Ghiaia                 | LYPN           |                | Aeroporto di Paraćin                  |
| Požarevac                 | Ghiaia                 | LYKT           |                | Aeroporto di Kostolac                 |
| Smederevo                 | Ghiaia                 | LYSD           |                | Aeroporto di Smederevo                |
| Smederevska Palanka       | Ghiaia                 | LYSP           |                | Aeroporto di Smederevska Palanka      |
| Sremska Mitrovica         | Ghiaia                 | LYSM           |                | Aeroporto di Sremska Mitrovica        |
| Stara Pazova              | Ghiaia                 | LYSP           |                | Aeroporto di Stara Pazova             |
| Subotica                  | Ghiaia                 | LYSU           |                | Aeroporto di Subotica                 |
| Trstenik                  | Ghiaiai/Calcestruzzo   | LYTR           |                | Aeroporto di Trstenik                 |
| Valjevo                   | Ghiaia                 | LYVA           |                | Aeroporto di Valjevo                  |
| Surčin                    | Ghiaia                 | LYPB           |                | Aeroporto Progar                      |
| Zemun                     | Ghiaia                 | LYZP           |                | Aeroporto di Zemun Polje              |
| Zrenjanin                 | Ghiaia                 | LYZR           |                | Aeroporto di Zrenjanin                |
| Dismessi                  |                        |                |                |                                       |
| Knjaževac                 | Ghiaia                 | LYKZ           |                | Aeroporto di Knjaževac                |
| Leskovac                  | Ghiaia                 |                |                | Aeroporto di Bojnik                   |
| Novi Sad                  | Ghiaia                 |                |                | Aeroporto di Novi Sad-Jugovićevo      |
| Požarevac                 | Ghiaia                 |                |                | Aeroporto di Požarevac                |